# بابور پایین
بابور پایین روستایی در ولسوالی ارغنداب ولایت قندهار در جنوب افغانستان است که در اکتبر و نوامبر ۲۰۱۰ میلادی توسط نیروهای نظامی ایالات متحده آمریکا تخریب شد.